# Rommel Fernández
 (mai 2023).
Rommel Fernández Gutiérrez (né le 15 janvier 1966 à El Chorillo au Panama et mort le 6 mai 1993 à Albacete en Espagne) est un footballeur international panaméen, qui évoluait comme attaquant.
Il est le second footballeur panaméen à jouer en Europe après Roberto Corbin.

## Biographie

### Parcours en club
Il joue en Espagne avec les clubs de Tenerife, Valence et Albacete. Il dispute 103 matchs en première division espagnole, inscrivant 32 buts, et 58 matchs en deuxième division espagnole, marquant 26 buts. Il inscrit 18 buts en deuxième division avec Tenerife lors de la saison 1988-1989, ce qui constitue sa meilleure performance.
Il remporte le Trofeo EFE 1991, récompensant le meilleur joueur d’Amérique latine et de la Péninsule Ibérique à évoluer en Liga.

### Parcours en sélection
Rommel Fernández joue en équipe du Panama entre 1986 et 1992. Il participe avec cette équipe aux éliminatoires du mondial 1990.

### Décès et hommage
Il décède le 6 mai 1993 dans un accident de voiture, après un repas avec ses coéquipiers, à l'extérieur d'Albacete. Il perd le contrôle de son véhicule et percute un arbre, le tuant sur le coup, alors que son cousin Ronny Rojo s'en sort indemne. 
Pour lui rendre hommage, la Fédération panaméenne change le nom du stade national (de Estadio de la Revolución à Estadio Rommel Fernández), et la troisième division panaméenne s'appelle désormais en son honneur Copa Rommel Fernández.